# Празникът на Пазителите на Галактиката
„Празникът на Пазителите на Галактиката“ (на английски: The Guardians of the Galaxy Holiday Special) е втория празничен епизод продуциран от Marvel Studios.
Създаден е от Джеймс Гън и е част от Четвъртата фаза на Киновселената на Марвел.
Епизодът излиза по Disney+ на 25 ноември 2022 г.

## Актьорски състав
- Крис Прат – Питър Куил / Звездния повелител
- Дейв Батиста – Дракс Разрушителя
- Брадли Купър – Енотът Рокет
- Вин Дизел – Грут
- Карън Гилън – Небюла
- Пом Клементиеф – Мантис
- Шон Гън – Краглин Обфонтери
- Майкъл Рукър – Йонду Удонта
- Кевин Бейкън – Кевин Бейкън
- Мария Бакалова – Козмо, космическото куче